# Манаров, Муса Хираманович
Муса́ Хирама́нович Мана́ров (род. 22 марта 1951, Баку, Азербайджанская ССР, СССР) — лётчик-космонавт СССР, полковник запаса, Герой Советского Союза (1988). Заслуженный мастер спорта СССР (1989).

## Биография

### Происхождение
Родился в Баку 22 марта 1951 года. По национальности лакец. Родовое село Кумух Лакского района. Окончил восьмилетку в школе города Харьков. Учился в пгт. Клевань Украинской ССР.
В середине 1960-х годов семья Манаровых приехала в город Алатырь Чувашской АССР, когда отца назначили командиром местной войсковой части. Учился Муса c 1966 года в средней школе № 8 города Алатырь и десятый класс в 1968 году окончил с золотой медалью.
По окончании школы поступил в Московский авиационный институт, который окончил в 1974 году (факультет радиоэлектроники летательных аппаратов).

### Профессиональная деятельность
В 1974—1978 годах работал инженером в НПО «Энергия»; участвовал в натурных испытаниях различных космических аппаратов.
В 1978—1992 — в отряде космонавтов. Выполнил два космических полёта. В 1979—1982 проходил подготовку в составе группы космонавтов по программе «Буран».
С 21 декабря 1987 по 21 декабря 1988 — космический полёт в качестве бортинженера на космическом корабле «Союз ТМ-4» и орбитальном комплексе «Мир» (командир — В. Г. Титов) продолжительностью 365 суток 23 часа. Посадка была выполнена на космическом корабле «Союз ТМ-6». Этим был установлен мировой рекорд продолжительности космического полёта.
За успешное осуществление полёта и проявленные при этом мужество и героизм лётчику-космонавту Манарову Мусе Хирамановичу 21 декабря 1988 года присвоено звание Героя Советского Союза с вручением ордена Ленина и медали «Золотая Звезда» (№ 11591).
С 2 декабря 1990 года по 26 мая 1991 года совершил второй космический полёт в качестве бортинженера на космическом корабле «Союз ТМ-11» и орбитальном комплексе «Мир» продолжительностью 175 суток 2 часа.
Во время космических полётов совершил 7 выходов в открытый космос общей продолжительностью 34 часа 23 минуты.
Статистика
| # | Стартовый корабль | Старт, UTC        | Экспедиция        | Корабль посадки | Посадка, UTC      | Налёт                       | Выходы в открытый космос | Время в открытом космосе |
| - | ----------------- | ----------------- | ----------------- | --------------- | ----------------- | --------------------------- | ------------------------ | ------------------------ |
| 1 | Союз ТМ-4         | 21.12.1987, 11:18 | Союз ТМ-4, Мир-3  | Союз ТМ-6       | 21.12.1988, 09:56 | 365 суток 22 часа 38 минут  | 3                        | 13 часов 47 минут        |
| 2 | Союз ТМ-11        | 02.12.1990, 08:13 | Союз ТМ-11, Мир-8 | Союз ТМ-11      | 26.05.1991, 10:04 | 175 суток 01 час 50 минут   | 4                        | 20 часов 16 минут        |
|   |                   |                   |                   |                 |                   | 541 сутки 00 часов 28 минут | 7                        | 34 часа 03 минуты        |

С 1990 года — космонавт-инструктор научно-производственного объединения «Энергия».

## Семья и личная жизнь
Oтeц — Maнapoв Xиpaмaн Mуcaeвич, 1921 гoдa poждeния, пoлкoвник-инжeнep. Maть — Maнapoвa Aсвaт Aбдулoвнa — дoмoxoзяйкa, poдилacь в 1926 гoду. Cупpугa — Maнapoвa Haиля Шугaeвнa 195З гoдa poждeния, вpaч. Имeeт двoиx дeтeй: дoчь Haиду 1980 г.p. и cынa Зaуpa 1981 г.p.
В 1992—1995 годах — генеральный директор ТОО «МКОМ». С 1995 года — директор ЗАО «Выделенные интегральные сети».
Занимался политической деятельностью. В 1990—1993 годах — народный депутат РСФСР. Депутат Государственной Думы Российской Федерации V созыва (2007—2011), фракция «Единая Россия».
Радиолюбительский позывной: U2MIR (ex: UV3AM)
Живёт в Москве.

## Награды и звания
1. Герой Советского Союза (Указ Президиума Верховного Совета СССР от 21 декабря 1988 года).
2. Орден Ленина (1988).
3. Орден Октябрьской Революции (1991).
4. Медаль «За заслуги в освоении космоса» (12 апреля 2011 года) — за большие заслуги в области исследования, освоения и использования космического пространства, многолетнюю добросовестную работу, активную общественную деятельность[5].
5. Медаль Алексея Леонова (Кемеровская область, 2015) — за семь совершённых выходов в открытый космос[6];
6. Почётное звание «Лётчик-космонавт СССР» (1988).
7. Орден Георгия Димитрова (1988, НРБ).
8. Орден «Солнце свободы» (1988, Афганистан).
9. Офицер ордена Почётного легиона (1989, Франция).
10. Орден «Стара планина» I степени (2003, Болгария).
11. Международный приз «Икар-1989».
12. Почётный диплом «Приз Хармона» (США).
13. Почетный гражданин г. Алатырь (2005).
14. Орден «За заслуги перед Республикой Дагестан» (2011)[7].
15. Памятная медаль «100-летие образования Чувашской автономной области» (2020);

## Его именем названы
- Звезда: звёздная величина: −12,5; прямое восхождение (RA) — 01ч 50м 36,64с; склонение (δ, dec) — +24° 46′ 13,8″.
- В 2015—2018 гг. его имя носила Новочуртахская СОШ Новолакского района РД.
- Музей имени Мусы Манарова в селении Кумух Лакского района РД.
- Улица в городе Дербент